# Куртризи е Фисињи
Куртризи е Фисињи (фр. Courtrizy-et-Fussigny) насеље је и општина у североисточној Француској у региону Пикардија, у департману Ен (Пикардија) која припада префектури Лаон.
По подацима из 2011. године у општини је живело 64 становника, а густина насељености је износила 15,17 становника/km². Општина се простире на површини од 4,22 km². Налази се на средњој надморској висини од 190 метара (максималној 205 m, а минималној 107 m).

## Демографија
| 1962. | 1968. | 1975. | 1982. | 1990. | 1999. | 2011. |
| ----- | ----- | ----- | ----- | ----- | ----- | ----- |
| 59    | 68    | 49    | 63    | 58    | 66    | 64    |

График промене броја становника у току последњих година